# Palazzo Macario
Palazzo Macario è un palazzo storico di Bari del XV secolo, appartenuto alla famiglia dei Macario, giunti nel capoluogo pugliese da Noicattaro nel 1454.

## L'edificio
Nel cortile del palazzo, lo scalone in loggiato a quattro ordini, è ascrivibile al '700 napoletano. Il salone, altrettanto settecentesco, la cui volta a padiglione è decorata e affrescata con una scena che rappresenta Mercurio e le Muse.